# Aspera Hiems Symfonia
Aspera Hiems Symfonia — дебютный студийный альбом группы Arcturus, вышедший в 1995 году .

## Об альбоме
Aspera Hiems Symfonia единственный альбом группы выдержанный в классическом для блэк-метала ключе, а также насыщенный медленными темпами и атмосферой присущей готике и думу. Также альбом близок к викинг-металу благодаря своей тематике, которая объединяет в себе такие темы как: природа, астрономия, зима, культура и мифология Викингов.
В 2002 году альбом был переиздан, включая EP Constellation и My Angel, под названием Aspera Hiems Symfonia/Constellation/My Angel.

## Список композиций
Все композиции написаны группой Arcturus
1. «To Thou who dwellest in the Night» — 6:46
2. «Wintry Grey» — 4:34
3. «Whence & wither goest the Wind» — 5:15
4. «Raudt og Svart» (Red and Black) — 5:49
5. «The Bodkin & the Quietus (…To reach the Stars)» — 4:36
6. «Du Nordavind» (Thou Northwind) — 4:00
7. «Fall of Man» — 6:06
8. «Naar Kulda tar (Frostnettenes Prolog)» (When the Cold Takes (The Prologue of the Frostnights)) — 4:21

## Участники записи
- Гарм — Вокал
- Carl August Tidemann — Гитары
- Хью Мингей «Skoll» — Бас-гитара
- Steinar Sverd Johnsen — Клавишные
- Ян Аксель Бломберг — Ударные
- Kristian Romsøe — сведение
- Крэйг Моррис — мастеринг